# C-5 (航空機・日本)
川崎 C-5
- 用途：通信機
- 設計者：内藤繁樹
- 製造者：川崎造船所飛行機工場
- 運用者：朝日新聞社
- 初飛行：1934年2月上旬
- 生産数：1機
- 運用状況：退役

C-5は、日本の朝日新聞社が用いた高速通信機。制作は川崎造船所飛行機工場（のちの川崎航空機工業）が行った。

## 概要
1933年（昭和8年）6月、朝日新聞社は川崎に対して航続力、速力、機体強度、運用性に優れる近代的な通信機を発注し、これに対し川崎はリヒャルト・フォークト博士の指導の下に内藤繁樹技師を設計主務者として制作を開始。1934年（昭和9年）3月5日に予定された満州国建国祭の取材原稿輸送に用いることが1933年10月に決定されたことを受け、開発は迅速に進められ、1934年2月上旬に完成した。
約1週間の試験飛行ののちに朝日新聞社に納入された本機は同社の第110号機となり、予定通りに3月5日に建国祭の原稿を搭載して新京飛行場から大阪を目指し飛び立ったが、燃料内のベンゾール液の氷結によってエンジン不調を起こし新京郊外に不時着。損傷は着陸脚の小破に止まったものの、原稿の輸送は朝日新聞社社有のプス・モスに頼らざるを得なくなった。その後も各種連絡飛行に用いられ、1934年9月30日に北平 - 大阪 - 東京間2,625 kmを9時間34分で飛行したのを皮切りに、通信機としての活動のうちに数々の長距離飛行を行った。
機体は密閉式風防を持つ低翼単葉の全金属製機という近代的なもので、基本的には同時期に開発されたキ5戦闘機の拡大型だった。降着装置は固定脚で、主脚は流線型のスパッツで覆われていた。座席はタンデム複座で、前席と後席の間に予備座席または荷物用のスペースが設けられている。速力と航続力は製造当時の日本の民間機の中で最大であり、特に最大速度は九二式戦闘機と同等だった。
なお、日本陸軍がC-5を高速偵察機に転用することを検討したことがあったが、実現しなかった。

## 諸元
- 全長：9.13 m
- 全幅：13.42 m
- 全高：2.60 m
- 主翼面積：30.0 m2
- 自重：1,619 kg
- 全備重量：2,723 kg
- エンジン：川崎 BMW-8 液冷V型12気筒（離昇800 hp） × 1
- 最大速度：335 km/h
- 巡航速度：250 km/h
- 実用上昇限度：7,000 m
- 航続距離：2,000 km
- 乗員：2 - 3名